# Адальберт Шюсслер
Адальберт Шюсслер (нім. Adalbert Schüssler; 28 жовтня 1887, Ганновер — 1 жовтня 1970, Гамбург) — німецький офіцер, віце-адмірал крігсмаріне.

## Біографія
1 квітня 1905 року вступив у кайзерліхмаріне. Учасник Першої світової війни. Після демобілізації армії залишений в рейхсмаріне. З 28 вересня 1934 року — комендант Піллау. З 15 серпня 1938 року — інспектор комплектування в Еблінгу, з 6 листопада 1939 року — в Шлезвіг-Гольштейні. 30 вересня 1942 року звільнений у відставку, проте вже наступного дня переданий в розпорядження крігсмаріне, а 3 жовтня призначений суддею Вищого призового суду в Берліні. 31 березня 1945 року остаточно звільнений у відставку.

## Звання
- Кадет (1 листопада 1905)
- Фенріх-цур-зее (7 квітня 1906)
- Лейтенант-цур-зее (28 вересня 1908)
- Оберлейтенант-цур-зее (27 січня 1911)
- Капітан-лейтенант (19 квітня 1916)
- Корветтен-капітан (1 липня 1924)
- Фрегаттен-капітан (1 жовтня 1929)
- Капітан-цур-зее (1 жовтня 1931)
- Контрадмірал запасу (1 жовтня 1937)
- Контрадмірал (1 квітня 1939)
- Віцеадмірал (1 квітня 1942)

## Нагороди
- Рятувальна медаль (20 квітня 1910)
- Залізний хрест
  - 2-го класу (14 січня 1915)
  - 1-го класу (9 березня 1917)
- Хрест «За військові заслуги» (Мекленбург-Шверін) 2-го класу (22 березня 1916)
- Ганзейський Хрест
  - Любек (19 квітня 1916)
  - Гамбург (10 квітня 1917)
- Почесний хрест ветерана війни з мечами (21 січня 1935)
- Медаль «За вислугу років у Вермахті» 4-го, 3-го, 2-го і 1-го класу (25 років; 2 жовтня 1936) — отримав 4 нагороди одночасно.
- Хрест Воєнних заслуг
  - 2-го класу з мечами (6 листопада 1940)
  - 1-го класу з мечами